# 탕웨이
탕웨이(중국어 간체자: 汤唯, 정체자: 湯唯, 병음: Tāng Wéi, 한자음: 탕유, 1979년 10월 7일 ~ )는 홍콩의 배우이다.

## 약력
2000년 중앙희극학원 연출과에 입학해, 2004년에 학교를 졸업했다. 같은 해 미스 월드 베이징 대회에 출전해 5위에 입상했다.
탕웨이는 이후, 텔레비전 드라마나 연극 등에 출연 하던 중에 리안 감독의 《색, 계》(2007년 개봉)의 오디션에서 약 1만명 중에서 주연으로 캐스팅 되어 정보부 대장 "이"(양조위)를 암살하려는 여자 스파이 "왕치아즈 역"을 연기, 파격적인 성 묘사를 그린 작품 속에서의 연기가 큰 화제가 되었고, 이 작품은 제64회 베니스 국제영화제 황금사자상을 수상하며 일약 세계적인 스타로 부상했다. 대만의 아카데미상이라 불리는 제44회 대만 금마상에서 최우수 신인상을 수상했다.
2008년 3월, 탕웨이가 출연하는 텔레비전 광고가 중국의 국가 방송 영화 텔레비전 총국의 지시로 방영 금지되었다. 이유로는 당시 중국에서 《색, 계》를 둘러싸고 농도 짙은 정사신에 대한 논란과 함께 상하이 친일정부와 변절자를 미화했다는 주장이 제기되면서, 중국 내 인터넷 상에서는 탕웨이를 비판했다. 같은 해, 탕웨이는 홍콩 정부의 우수 인재 영입계획에 따라 홍콩 영주권이 수여되었다.
2009년 11월, 한국 영화 《만추》(김태용 감독)의 리메이크판에서 수감된 지 7년 만에 특별 휴가를 나온 여자 "애나" 역으로 캐스팅 되어, 상대 배우의 현빈과 미국 시애틀에서의 올 로케 촬영을 했다. 영화 개봉 이후에는, 삼성전자, 코오롱 스포츠 등의 한국 광고 출연과 2012년 제17회 부산 국제영화제에서 배우 안성기와 개막식 사회를 맡는 등 활발한 활동으로 한국에서 사랑 받는 대표적인 중화권 스타로 자리잡았다.
2015년 공개된 마이클 만 감독의 《블랙코드》(Blackhat)에서는 크리스 헴스워스의 연인 역을 맡아 할리우드에 진출했다.
2019년 쉐샤오루 감독의 《내부고발자:도시영웅》에 출연했다.
2022년에는 박찬욱 감독의 신작인 《헤어질 결심》에 박해일의 상대역으로 출연했다. 헤어질 결심은 제75회 칸 영화제에서 감독상을 받았다.

## 개인 생활
2012년 11월, 탕웨이와 김태용 감독의 열애설이 언론에 터졌고, 두 사람이 함께 어울리는 모습이 화제가 되었다.
2014년 7월 2일 탕웨이는 김태용 감독과 결혼 소식을 발표했는데, 김태용 감독의 소속사 "영화사 봄"에서는 영화 《만추》에서 함께 작업한 두 사람은 영화 작업 이후에도 좋은 친구로 지내오다 2013년 10월 광고 촬영을 위해 탕웨이가 한국에 내한 했을 때 친구에서 연인으로 발전하게 됐다"라고 말했다. 그리고 예전 탕웨이와 김태용이 열애설을 부인한 이유는 2012년 당시는 호감은 있었지만 열애하기 전이라는 설명이다. "한국과 중국을 오가며 사랑을 키워온 두 사람이 올 가을 부부로 인연을 맺는다"고 7월 2일 언론에 발표하였다.

## 출연 작품

### 영화
| 개봉년도 | 제목                               | 역할       | 감독      | 참고 |
| -------- | ---------------------------------- | ---------- | --------- | ---- |
| 2004년   | 《탕웨이의 투캅스》 원제: 警花燕子 | 옌쯔       | 장천      |      |
| 2006년   | 《여인부곡》                       |            | 징봉      |      |
| 2006년   | 《생우육십년대》                   |            | 유군일    |      |
| 2007년   | 《색, 계》                         | 왕자즈     | 리안      |      |
| 2010년   | 《크로싱 헤네시》                  | 라오아이롄 | 안시      |      |
| 2010년   | 《만추》                           | 애나 천    | 김태용    |      |
| 2011년   | 《건당위업》                       | 타오이     | 황젠신    |      |
| 2011년   | 《무협》                           | 아위       | 진가신    |      |
| 2011년   | 《스피드 엔젤》                    | 훙샤오이   | 마추청    |      |
| 2013년   | 《시절인연》                       | 원자자     | 쉐샤오루  |      |
| 2014년   | 《황금시대》                       | 샤오훙     | 쉬안화    |      |
| 2014년   | 《화려상반족》                     |            | 두기봉    |      |
| 2015년   | 《블랙코드》                       |            | 마이클 맨 |      |
| 2016년   | 《북 오브 러브》                   | 지아오     | 쉐샤오루  |      |
| 2018년   | 《지구 최후의 밤》                 | 완치원     | 필감      |      |
| 2022년   | 《헤어질 결심》                    | 송서래     | 박찬욱    |      |
| 2024년   | 《원더랜드》                       | 바이리     | 김태용    |      |

### 드라마
| 연도 | 제목                   | 역할   | 비고 |
| ---- | ---------------------- | ------ | ---- |
| 2005 | 《정견나랍제》         | 진연   |      |
| 2006 | 《생사형제》           | 악림림 |      |
| 2006 | 《여인은 울지 않는다》 | 상리   |      |
| 2007 | 《홍기거적아여문》     | 녕소아 |      |
| 2009 | 《형제여수족》         | 비서   |      |

## 수상 내역
- 2025년 제18회 아시안 필름 어워즈 액설런스상
- 2024년 제45회 청룡영화상 청정원 인기스타상 - 《원더랜드》
- 2023년 제59회 백상예술대상 영화부문 여자 최우수연기상 - 《헤어질 결심》
- 2023년 제16회 아시안 필름 어워즈 여우주연상 - 《헤어질 결심》
- 2023년 제21회 디렉터스 컷 시상식 올해의 여자배우상 -《헤어질 결심》
- 2022년 씨네21 영화상 올해의 여자배우 - 《헤어질 결심》
- 2022년 제43회 청룡영화상 여우주연상 - 《헤어질 결심》
- 2022년 제42회 한국영화평론가협회상 여우주연상 - 《헤어질 결심》
- 2022년 제31회 부일영화상 여우주연상 - 《헤어질 결심》
- 2022년 제27회 춘사국제영화제 여우주연상 - 《헤어질 결심》
- 2014년 제21회 베이징 대학생 영화제 여우주연상 - 《시절인연》
- 2014년 제5회 중국영화감독협회상 올해의 여자배우상 - 《시절인연》
- 2012년 제3회 올해의 영화상 여우주연상 - 《만추》
- 2011년 제11회 중화권영화미디어대상 여우주연상 - 《만추》
- 2011년 제12회 부산영화평론가협회상 여우주연상  - 《만추》
- 2011년 제31회 한국영화평론가협회상 여우주연상 - 《만추》
- 2011년 제47회 백상예술대상 영화부문 여자 최우수연기상 - 《만추》
- 2007년 헐리우드영화제 여자배우상 - 《색계》
- 2007년 베니스국제영화제 신인배우상 - 《색계》
- 2007년 제44회 대만금마장 신인상 - 《색계》
- 2007년 로스앤젤레스 매거진 선정 여자배우상 -《색계》
- 2007년 중국영화미디어시상식 여자배우상 - 《색계》
- 2007년 신주 컷팅 에이징 어워즈 여자배우상 - 《색계》
- 2006년 중국 백화상 우수배우상 - 《색계》
- 2006년 CCTV 채널 시상식 올해의 여자배우상 - 《탕웨이의 투캅스》